# شین می
شین می (انگلیسی: Sean May؛ زادهٔ ۴ آوریل ۱۹۸۴) بازیکن بسکتبال اهل ایالات متحده آمریکا است.
از باشگاه‌هایی که در آن بازی کرده‌است می‌توان به باشگاه بسکتبال مردان فنرباغچه، شارلوت هورنتس، و ساکرامنتو کینگز اشاره کرد.
وی در مسابقات کشوری و بین‌المللی در مجموع برندهٔ ۱ مدال طلا شده‌است.